# سيلفيستر إغبون
سيلفيستر إغبون (بالإنجليزية: Sylvester Igboun)‏ (8 سبتمبر 1990 بلاغوس في نيجيريا - ) هو لاعب كرة قدم نيجيري في مركز الوسط. شارك مع منتخب نيجيريا لكرة القدم. أما مع النوادي، فقد لعب مع نادي أوفا ونادي ميتييلاند.

## وصلات خارجية
- سيلفيستر إغبون على موقع قاعدة بيانات كرة القدم.إي يو (الإنجليزية)
- سيلفيستر إغبون على موقع ناشيونال فوتبول تيمز (الإنجليزية)
- سيلفيستر إغبون على موقع Soccerway.com (الإنجليزية)
- سيلفيستر إغبون على موقع عالم كرة القدم.نت (الإنجليزية)